# تفاعل حول حلقي
التفاعل حول الحلقي في الكيمياء العضوية هو نوع من أنواع التفاعلات العضوية تكون فيه الحالة الانتقالية للجزيء ذات بنية حلقية، ويسير التفاعل وفق أسلوب منتظم ومتسق. غالباً ما تكون التفاعلات حول الحلقية عبارة عن تفاعلات إعادة ترتيب. التفاعل المحيطي هو التفاعل الذي تتم فيه إعادة تنظيم منسقة للروابط من خلال مجموعة دائرية من الذرات (غالبًا ما تتضمن ست ذرات) مرتبطة بشكل دائم. والحالة الانتقالية لها هندسة دورية.
من أصناف التفاعلات حول الحلقية كل من التفاعلات الحلقية الإلكترونية والإضافة الحلقية.

## المبدأ
هناك أربعة مبادئ وطرق لشرح التفاعلية الكيميائية في التفاعلات حول الحلقية:
- مخططات تداخل المدارات وفق طريقة روبرت وودورد ورولد هوفمان.[3] أو طريقة أعلى مدارات جزيئية مشغولة لنفس العالمين.
- طريقة المدارات الحدودية وفق أسلوب كينيتشي فوكوي.[4]
- مبدأ الحالة الانتقالية العطرية وفق أسلوب ديوار Dewar و تسيمرمان Zimmerman و إيفانز Evans.

## آلية التفاعل الدوري
بحكم التعريف تستمر التفاعلات الدورية من خلال آلية منسقة تتضمن حالة انتقالية دورية واحدة. ولهذا السبب، قبل الفهم المنهجي للعمليات الدورية من خلال مبدأ الحفاظ على التناظر المداري، تمت الإشارة إليها بشكل خادع باسم "التفاعلات غير الآلية". ومع ذلك، فإن التفاعلات التي يمكن رسم آليات محيطية لها غالبًا ما يكون لها آليات تدريجية مترابطة تمر عبر وسيط جذري أو ثنائي القطب تكون أيضًا قابلة للحياة. بعض فئات التفاعلات الدورية، مثل تفاعلات الإضافة الحلقية [2+2] الكيتينية، يمكن أن تكون "مثيرة للجدل" لأن آليتها في بعض الأحيان لا تُعرف بشكل قاطع بأنها منسقة (أو قد تعتمد على النظام التفاعلي). علاوة على ذلك، غالبًا ما يكون للتفاعلات محيطية الحلقة أيضًا نظائرها محفزة بالمعادن، على الرغم من أن هذه التفاعلات عادةً ليست تفاعلات محيطية حلقية من الناحية الفنية، نظرًا لأنها تتم عبر وسائط مثبتة بالمعادن، وبالتالي فهي غير متناسقة.
إن الحالات الانتقالية المقابلة (4n + 2)-electron Möbius و4n-electron Hückel هي حالات انتقالية مضادة للروائح وبالتالي فهي غير مفضلة بشدة. تؤدي نظرية الحالة الانتقالية العطرية إلى بيان بسيط بشكل خاص لقواعد وودوارد-هوفمان المعممة: التفاعل الدوري الذي يتضمن عددًا فرديًا من أزواج الإلكترونات سوف يستمر من خلال حالة انتقال هوكل (عدد زوجي من مكونات الوجه المضاد في مصطلحات وودوارد-هوفمان) في حين أن سوف يستمر التفاعل الدوري الذي يتضمن عددًا زوجيًا من أزواج الإلكترونات من خلال حالة انتقال موبيوس (عدد فردي من مكونات الوجه الأمامي).

## في الكيمياء الحيوية
تحدث التفاعلات الدورية أيضًا في العديد من العمليات البيولوجية:
- إعادة ترتيب كلايزن للكوريسمات ليُحدث ما قبله في جميع الكائنات الحية الأولية تقريبًا
- [1،5] - تحول سيجماتروبي في تحول البريكورين-8x إلى حمض هيدروجينوبيرينيك
- فتح حلقة كهروحلقية كهربائية غير إنزيمية وكيميائية ضوئية وتحول هيدريد سيجماتروبيك (1،7) في تخليق فيتامين د
- يحفز لياز البيروفات الإيزوكوريسمات تحويل الإيزوكوريسمات إلى الساليسيلات والبيروفات[6]

## اقرأ أيضاً
- إضافة حلقية